# Talonneur (rugby à XIII)
Pour les articles homonymes, voir Talonneur.
Talonneur (en anglais : hooker) est un poste de rugby à XIII, le joueur ayant cette fonction porte généralement le numéro 9.

## Description du poste
C'est un joueur de première ligne, placé entre les deux piliers en mêlée et chargé en théorie de talonner le ballon lors de cette phase de jeu après son introduction par le demi de mêlée.  
Si leur puissance était nécessaire pour les épreuves de force que constituent les mêlées, ils sont dorénavant des acteurs à part entière  dans le jeu, notamment pour percuter la défense.
Le poste de talonneur constitue l'un des postes clés. 
Historiquement, il commande l'entrée en mêlée et son enjeu principal, la domination à l'impact conditionnée par la synchronisation des poussées de l'ensemble du pack.
En théorie, Il effectue le talonnage en mêlée assurant la conquête du ballon sur cette phase de jeu.
Cependant, le poste de talonneur a beaucoup évolué en rugby à XIII; les mêlées étant de moins en moins poussées depuis les années 1980, le rôle de talonneur évolue vers la simple mise en jeu du ballon dans la mêlée, quand il fait partie de l'équipe qui bénéficie de l'introduction.
Son rôle n'est donc plus tellement de disputer la balle à son vis-à-vis lors de la phase des mêlées , mais plutôt d'être un avant à part entière, certains disent même de lui qu'il est une sorte de deuxième demi de mêlée, un « demi de mêlée suppléant ».
Ce qui, dans cette forme de rugby, implique de maitriser également la passe et les plaquages et d'être disponible aussi bien sur les phases offensives que défensives.
| \| \| 8 Pilier \| \| 9 Talonneur \| \| 10 Pilier \| \| \| \| \| \| 11 Deuxième ligne \| \| 12 Deuxième ligne \| \| \| \| \| \| \| \| 13 Troisième ligne \| \| \| \| \| \| \| \| \| \| \| \| \| \| \| \| \| \| 7 Demi de mêlée \| \| \| \| \| \| \| \| \| \| 6 Demi d'ouverture \| \| \| \| \| \| \| 4 Centre gauche \| \| 3 Centre droit \| \| \| \| \| \| 5 Ailier gauche \| \| \| \| 2 Ailier droit \| \| \| \| \| \| \| 1 Arrière \| \| \| \| \| |                 |                   |                    |                    |                |  |  |
| | 8 Pilier        |                   | 9 Talonneur        |                    | 10 Pilier      |  |  |
| |                 | 11 Deuxième ligne |                    | 12 Deuxième ligne  |                |  |  |
| |                 |                   | 13 Troisième ligne |                    |                |  |  |
| |                 |                   |                    |                    |                |  |  |
| |                 |                   | 7 Demi de mêlée    |                    |                |  |  |
| |                 |                   |                    | 6 Demi d'ouverture |                |  |  |
| |                 | 4 Centre gauche   |                    | 3 Centre droit     |                |  |  |
| | 5 Ailier gauche |                   |                    |                    | 2 Ailier droit |  |  |
| |                 |                   | 1 Arrière          |                    |                |  |  |

## Joueurs emblématiques
Voici une liste non exhaustive de joueurs ayant marqué ou marquant leur poste, selon la littérature ou les médias «  treizistes »,,,. 
- Cameron Smith
- John Lang
- William Ousty
- James Roby